# Bøllingtid
I Bøllingtid og Ældre dryas fra ca. 12.800 – 11.800 f.Kr. var Danmark stadig dækket af tundra, nu med spredte krat og mindre træer hist og her som Dun-birk og Almindelig Røn. Denne vegetation kaldes parktundra. Rensdyret var det det dominerende, men rovdyr som jærv og los dukkede op. Den er opkaldt efter aflejringer i Bølling Sø. Igennem hele perioden var Østersø-bassinet opfyldt af den Baltiske issø.
Tundrajægerkulturen Hamburgkultur (ca. 13.500 – 11.500 f.Kr.) var i Danmark repræsenteret ved jagtbopladser: en ved Jels Oversø (kun brugt i kortere tid, måske nogle uger), to ved Slotseng, alle i Sønderjylland samt en ved Sølbjerg på Lolland.
Sidst i perioden faldt temperaturen en smule, og denne (del)periode regnes ofte som en selvstændig periode kaldet Ældre Dryas, og hermed indledtes Jægerstenalderen.